# Álfrún Laufeyjardóttir
Álfrún Laufeyjardóttir ist eine isländische Schauspielerin.

## Leben und Karriere
Álfrún ist die Tochter einer Schauspielerin und eines Regisseurs. Sie begann ihre Karriere als Kinderschauspielerin und war in verschiedenen Kurzfilmen und Werbespots zu sehen.  Danach studierte Álfrún Schauspiel an der Tara Performing Arts High School und war an mehreren Theaterproduktionen beteiligt.
2014 trat sie in dem Film Dead Snow: Red vs. Dead auf. Anschließend spielte Álfrún 2015 in einer Folge von Case mit. 2018 wurde sie für die Miniserie Manners: Ich hab doch niemals Ja gesagt gecastet. 2022 bekam sie in dem Film Iceland Is Best eine Hauptrolle. Im selben Jahr setzte sie ihre Karriere in der Serie Vikings: Valhalla fort.

## Filmografie
Filme
- 2014: Dead Snow: Red vs. Dead (Død Snø 2)
- 2018: Lof mér að falla
- 2019: Agnes Joy
- 2022: Iceland Is Best

Serien
- 2015: Case
- 2018: Manners: Ich hab doch niemals Ja gesagt (Mannasiðir)
- 2019: Pabbahelgar
- 2022: Vikings: Valhalla
- 2024: The Darkness
- 2024: Earthbound Origins